# Johann Stichlmair

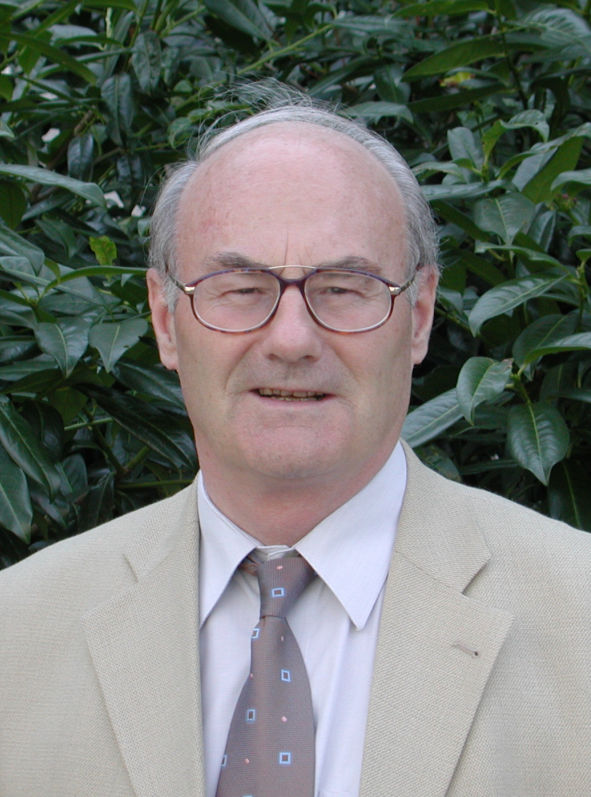
Johann Stichlmair

Johann Stichlmair (* 28. März 1940 in Altomünster) ist ein deutscher Verfahrenstechniker, der sich schwerpunktmäßig mit der Destillation und Rektifikation beschäftigt.

## Leben
Johann Stichlmair studierte von 1962 Maschinenwesen und Verfahrenstechnik an der Technischen Universität München und schloss das Studium 1967 als Diplomingenieur (Master of Science) ab. Von 1967 bis 1969 war er bei der Linde AG in Pullach beschäftigt. Anschließend kehrte er an die TU München zurück und war von 1969 bis 1978 Assistent von Alfons Mersmann am dortigen Lehrstuhl B für Verfahrenstechnik. Während dieser Zeit promovierte er 1971 zum Dr.-Ing. der Verfahrenstechnik über das Thema "Das stationäre und dynamische Verhalten einer adiabat betriebenen Absorptionskolonne" und habilitierte 1978 zum Dr.-Ing. habil. der Verfahrenstechnik über das Thema "Dimensionierung von Gas-/Flüssig-Kontaktapparaten".
1978 wechselte er in die Industrie und nahm eine Stelle bei QVF Glastechnik in Wiesbaden an, wo er bis zu seinem Ruf 1980 als Professor für "Thermisch-chemische Verfahrenstechnik" an der Universität/Gesamthochschule Essen blieb. Während seiner Zeit an der Universität/Gesamthochschule Essen war er zweimal (1982–1984 und 1988–1990) Dekan und absolvierte zwei Forschungsaufenthalte (1987 und 1991) an der University of Texas, USA.
1993 wurde er als Professor für thermische Verfahrenstechnik an die TU München berufen. Johann Stichlmair war bis zu seiner Emeritierung 2006 Ordinarius des Lehrstuhls für Fluidverfahrenstechnik (heute: Lehrstuhl für Anlagen- und Prozesstechnik) und gehört dem Lehrstuhl bis heute als Emeritus an.

## Forschung
Grundpfeiler seiner Forschungsarbeiten sind die Prozesssynthese und Prozessanalyse mit Schwerpunkt auf thermischen Trennverfahren hier besonders der Rektifikation sowie die Apparatedimensionierung und der Stofftransport: Zerlegung azeotroper Gemische, Mindestenergiebedarf destillativer Trennungen, Reaktivrektifikation, Batch-Rektifikation, Extraktion, Elektroextraktion und Absorption. Apparatedesign und Effekte wie Maldistribution und Fouling in Füllkörperkolonnen, Fluiddynamische Auslegung von Packungs- und Bodenkolonnen, Naturumlaufverdampfer sowie dimensionslose Kennzahlen.

## Auszeichnungen
- 1978 Arnold-Eucken-Preis der VDI-Gesellschaft Verfahrenstechnik und Chemieingenieurwesen (GVC-VDI)
- 2003 Emil Kirschbaum-Medaille der VDI-Gesellschaft Verfahrenstechnik und Chemieingenieurwesen (GVC-VDI)
- 2004 Honor Session des American Institute of Chemical Engineers (AIChE)
- 2008 Arnold-Eucken-Medaille der GVT Forschungs-Gesellschaft Verfahrenstechnik

## Schriften
- mit Alfons Mersmann, Matthias Kind: Thermische Verfahrenstechnik, Grundlagen und Methoden. 2., wesentl. erw. u. aktualisierte Auflage. Springer-Verlag, Berlin 2005, ISBN 3-540-23648-1.
- mit James R. Fair: Distillation, Principles and Practices. John Wiley & Sons, 1998, ISBN 0-471-25241-7.
- Scale-up Engineering. Begell House Publishers, 2001, ISBN 1-56700-160-2.
- Kennzahlen und Ähnlichkeitsgesetze im Ingenieurwesen. Altos-Verlag, Essen 1990.
- Grundlagen der Dimensionierung des Gas-Flüssigkeit-Kontaktapparates Bodenkolonne. Verlag Chemie, Weinheim / New York 1978, ISBN 3-527-25811-6.